# Sport en Serbie
Le sport est une activité très populaire en Serbie. Les sports les plus pratiqués sont les sports collectifs, tels le football, basket-ball, water polo, volley-ball et handball, mais également, dans une moindre mesure, les sports individuels, comme le tennis.

## Football
Le football est l'un des sports les plus populaires avec plus de 130 000 licenciés.

## Tennis
La Serbie a remporté la Coupe Davis (la Coupe du monde de tennis) en 2010, l'ATP Cup en 2020 et la World Team Cup en 2009 et 2012.
Novak Djokovic a remporté 24 tournois du Grand Chelem en simple messieurs, ce qui fait de lui le joueur le plus titré de tous les temps dans les tournois les plus prestigieux. Il détient aussi la majorité des autres records majeurs du tennis.

## Principaux championnats nationaux
- Championnat de Serbie de basket-ball
- Championnat de Serbie de football
- Championnat de Serbie de handball
- Championnat de Serbie de volley-ball
- Championnat de Serbie de water-polo

## Équipes nationales
- Équipe de Serbie de basket-ball
- Équipe de Serbie de Coupe Davis
- Équipe de Serbie de football
- Équipe de Serbie de handball
- Équipe de Serbie de volley-ball
- Équipe de Serbie de water polo

## Sport mécaniques
Dušan Borković (Champion d'Europe des voitures de tourisme en 2015)